# Piotr Jan Olivi
Piotr Jan Olivi, fr. Pierre Jean Olivi, Pierre Déjean, także Pietro Giovanni Olivi (ur. 1248 w Sérignan, zm. 14 marca 1298 w Narbonie) – francuski scholastyk, teolog i filozof franciszkański.
Chociaż umarł, będąc oficjalnie prawowiernym członkiem Kościoła katolickiego, za życia był figurą kontrowersyjną w historii ruchu franciszkańskiego, zapoczątkowanego przez św. Franciszka z Asyżu. Gdy po śmierci założyciela zakonu franciszkańskiego w 1226, wspólnota zaczęła uzyskiwać w kurii rzymskiej nowe przywileje, które miały być pomocne w prowadzonych przez braci mniejszych duszpasterstwie i pracy misyjnej. Przywileje wywołały opozycję tzw. spirytuałów w łonie zakonu. Piotr Olivi był jednym z tych, którzy zanegowali wartość dyspens papieskich oraz prawne usankcjonowanie złagodzonego rozumienia zakonnego ślubu ubóstwa. Poparcie dla idei ekstremalnego zachowywania ubóstwa, jakiego udzielał Jan Olivi, odegrało znaczącą rolę w formowaniu się grup w ruchu franciszkańskich, które w historiografii nazywane są fraticelli (wł. braciszkowie).

## Życiorys
Jan Olivi wstąpił do franciszkanów w wieku lat dwunastu w Béziers. Został wysłany na studia do Paryża. Po powrocie do rodzinnej prowincji na południu Francji, został doceniony jako dobry teolog i zakonnik nieskazitelny w przestrzeganiu reguły św. Franciszka. Gdy w 1279 papież Mikołaj III przygotowywał bullę Exiit qui seminat, Olivi został poproszony o wzięcie udziału w pracach nad redakcją tekstu. Dokument dotyczył zachowywania ślubu ubóstwa w zakonie franciszkańskim. W klasztorach prowansalski dyskutowano w tym czasie nad problemem ścisłej i lekkiej obserwancji w zachowywaniu tego ślubu. Olivi stał się szybko koryfeuszem opcji rygorystów, zdobywając równie wielu wrogów po przeciwnej stronie. Podczas kapituły generalnej w Strasburgu w 1282 został oskarżony o herezję. Od tego momentu jego poglądy i postawa były przedmiotem każdego kolejnego zgromadzenia generalnego braci mniejszych. Doktryna Oliviego była egzaminowana przez siedmiu doktorów Sorbony. Krytyka dotyczyła trzydziestu czterech punktów. Dzieła teologa zostały skonfiskowane w 1283. Olivi kilkakrotnie występował w swojej własnej obronie w latach 1283-1285. Oczyszczono go z zarzutów podczas kapituły generalnej w Montpellier w 1287. Generał zakonu Mateusz z Acquasparty mianował go lektorem teologii w konwencie św. Krzyża we Florencji, zaś jego następca Francuz Rajmund Godefroy lektorem w Montpellier. Kolejna samoobrona Oliviego miała miejsce podczas kapituły generalnej w Paryżu w 1292. Ostatnie lata swego życia scholastyk spędził w klasztorze w Narbonie, otoczony gronem życzliwych mu braci. Zmarł 14 marca 1298.

## Poglądy

### Metafizyka
Piotr Olivi występował przeciwko realistycznemu rozumieniu Arystotelesowskich kategorii. Twierdził, że nie można wniknąć w ontologiczną strukturę świata wychodząc od podziałów konceptualnych, a nasze postrzeganie nie jest ograniczone do 10 kategorii. Olivi uznawał, że realnie istnieją jedynie substancje i własności, a pozostałe kategorie to sposoby ich ujmowania. Nie oznacza to jednak, że jego stanowisko można by określić mianem nominalizmu. Często stwierdza bowiem, że w wielu kontekstach nasze ujmowanie świata jest oparte na jego budowie. Aby pogodzić ten pogląd z krytyką kategorii, odwołuje się do nie do końca jasnego konceptu rationes reales (co może być tłumaczone jako „realne aspekty” bądź „modi częściowej zrozumiałości”). Definiując go, zauważa, że ludzka myśl może ujmować rzeczywistość od różnych stron: uwypukla wówczas jedne aspekty danej rzeczy, a pomija inne. Dla przykładu, gdy będziemy patrzeć na Sokratesa pod kątem ilości, weźmiemy pod uwagę jego wzrost, wagę etc., a zignorujemy całą resztę Sokratesa. To nie oznacza jednak, że ta ilość jest osobną rzeczą (res) – wzrost i waga pozostają własnościami, które nie są ontologicznie odrębne od substancji Sokratesa. Olivi zaznacza również, że rationes reales są czymś różnym od konceptualizacji. Te ostatnie są bowiem całkowicie zależne od umysłu i nie są aspektami rzeczy (dlatego filozof określa je mianem rationes secundum dici). Taką własnością może być na przykład „bycie kochanym” .
Innym charakterystycznym poglądem Piotra Oliviego był powszechny hylemorfizm, który w XII wieku spopularyzował Dominicus Gundissalinus. Głosił on, że wszystkie byty (prócz Boga), a więc również byty duchowe, jak ludzkie dusze i anioły, są złożeniem formy i materii. Powodem przyjęcia przez Oliviego powszechnego hylemorfizmu był fakt, że formę uważano za czystą aktualność. Aby dany byt mógł podlegać zmianom, musi posiadać również potencję, a zatem również składnik materialny. Stąd Olivi określał byty duchowe jako złożenie formy i „materii duchowej”. Teolog odrzucał także Bonawenturiańską koncepcję rationes seminales, przy pomocy której próbowano wyjaśnić powstawanie nowych form substancjalnych .
Olivi był jednym z nielicznych myślicieli średniowiecza, którzy negowali pogląd, że Bóg jest współprzyczyną wszystkich działań bytów stworzonych (w XIII w. podobny pogląd wyrażał jedynie Guillaume Durand z Saint-Pourçain). Owszem, franciszkanin zgadzał się, że żadna rzecz nie może pozostać w istnieniu bez pomocy Boga. Mimo to byty stworzone mogą bez Jego bezpośredniego udziału brać udział w procesach kauzalnych i zapoczątkowywać je. Zdaniem Oliviego każdy przeciwny pogląd – czyli pośrednie lub bezpośrednie uczestnictwo Boga – musiałby doprowadzić nas do oskarżenia Go o udział w grzechu, w szczególności w grzechu pierworodnym .

### Antropologia i etyka
Innym podejmowanym przez Piotra Oliviego tematem jest wolność ludzkiej woli. Wymienia on siedem par postaw (affectus), które jego zdaniem niechybnie potwierdzają istnienie w człowieku wolnej woli (liberum arbitrium). Są to: gorliwość i miłosierdzie, przyjaźń i wrogość, wstyd i chwała, wdzięczność i niewdzięczność, uległość i dominacja, nadzieja i nieufność oraz ostrożność i lekkomyślność. Filozof wskazuje, że każda z tych postaw straciłaby rację bytu, gdyby człowiek nie odpowiadał za swoje uczynki. Gorliwość jest w jego rozumieniu gniewną reakcją na zły czyn, którego – jak zakładamy – ktoś mógłby dobrowolnie uniknąć. Podobnie ostrożność mijałaby się z celem, jeśli rzeczy i tak działyby się z konieczności .
Ważną tezą Oliviego jest także całkowite niezdeterminowanie woli. Wola jego zdaniem determinuje się sama, podejmując wybór; jest swoim własnym „pierwszym poruszycielem”. Uważał on, że posiadanie tak rozumianej woli wraz z refleksyjną samoświadomością jest wyznacznikiem bycia osobą (personalitas). Tym poglądem występował przeciw Anzelmowi z Canterbury, krytykując jego „asymetryczne” postrzeganie woli. Anzelm (a za nim większość filozofów średniowiecza) twierdził mianowicie, że wola jest wolna jedynie wtedy, gdy wybiera dobro i poddaje się sprawiedliwości. W opozycji do niego Olivi stwierdzał, że to właśnie zdolność do grzechu jest immanentną częścią woli. Uważał także, że dla pełnej wolności woli jest konieczne, by mogła ona jednocześnie chcieć A i nie-A. Jego pogląd jest jednym z możliwych źródeł koncepcji „synchronicznej kontyngencji” sformułowanej przez Jana Dunsa Szkota .
Wola jest dla franciszkanina również siedliskiem wszelkich cnót i wad, rozumianych jako jej stałe dyspozycje (nawyki, habitus). Inne władze duszy mają uczestnictwo w cnotach wyłącznie ze względu na swe połączenie z wolą. Cnoty nie determinują jednak woli, a jedynie zwiększają prawdopodobieństwo podjęcia właściwego wyboru. Olivi jako jeden z pierwszych odrzucił koncepcję jedności cnót. Zakładała ona, że człowiek nie może wydoskonalić się tylko w jednej cnocie, a zaniedbywać inne, a więc np. być jednocześnie roztropnym i chciwym. Franciszkanin zauważał, że każda z cnót składa się z wielu pomniejszych: dla przykładu nie ma jednej powściągliwości, ale wiele częściowych. Dlatego człowiek może ćwiczyć powściągliwość w odniesieniu do pokarmów, ale pozostawać chciwym na pieniądze. Olivi przyznaje jednak, że aby stać się w pełni cnotliwą osobą, należy posiąść wszystkie poszczególne cnoty i zgadza się, że cnoty wspierają się nawzajem. Za najwyższą z cnót, osiągalną tylko dla nielicznych, uważał dobrowolne ubóstwo .

## Dzieła
Olivi jest autorem dzieł z zakresu filozofii i teologii, dzieł egzegetycznych oraz traktatów dotyczących zachowywania reguły franciszkańskiej .

### Przekłady polskie
- Komentarz do Księgi Apokalipsy, Mateusz Stróżyński (tłum.), „Kronos”, nr 4, Warszawa: Fundacja Augusta hr. Cieszkowskiego, 2019, s. 111-142, ISSN 1897-1555. typ?
- List do brata R. Jan Maliszewski (tłum.). Brak numerów stron w książce, tamże, s. 152-166
- List do synów Karola II Neapolitańskiego, Marcin Beściak (tłum.). Brak numerów stron w książce, tamże, s. 167-174
- O czytaniu ksiąg filozofów, Jan Maliszewski (tłum.). Brak numerów stron w książce, tamże, s. 143-151
- Wykład reguły braci mniejszych, Marcin Beściak (tłum.). Brak numerów stron w książce, tamże, s. 81-110